# PRH2
PRH2 (англ. Proline rich protein HaeIII subfamily 1) – білок, який кодується однойменним геном, розташованим у людей на короткому плечі 12-ї хромосоми. Довжина поліпептидного ланцюга білка становить 166 амінокислот, а молекулярна маса — 17 016.
| 10         |  | 20         |  | 30         |  | 40         |  | 50         |
| ---------- |  | ---------- |  | ---------- |  | ---------- |  | ---------- |
| MLLILLSVAL |  | LAFSSAQDLD |  | EDVSQEDVPL |  | VISDGGDSEQ |  | FIDEERQGPP |
| LGGQQSQPSA |  | GDGNQDDGPQ |  | QGPPQQGGQQ |  | QQGPPPPQGK |  | PQGPPQQGGH |
| PPPPQGRPQG |  | PPQQGGHPRP |  | PRGRPQGPPQ |  | QGGHQQGPPP |  | PPPGKPQGPP |
| PQGGRPQGPP |  | QGQSPQ     |  |            |  |            |  |            |

A: Аланін

D: Аспарагінова кислота

E: Глутамінова кислота

F: Фенілаланін

G: Гліцин

H: Гістидин

I: Ізолейцин

K: Лізин

L: Лейцин

M: Метіонін

N: Аспарагін

P: Пролін

Q: Глутамін

R: Аргінін

S: Серин

Кодований геном білок за функцією належить до фосфопротеїнів. 
Секретований назовні.